# Śledzianów (gromada)
Śledzianów – dawna gromada, czyli najmniejsza jednostka podziału terytorialnego Polskiej Rzeczypospolitej Ludowej w latach 1954–1972.
Gromady, z gromadzkimi radami narodowymi (GRN) jako organami władzy najniższego stopnia na wsi, funkcjonowały od reformy reorganizującej administrację wiejską przeprowadzonej jesienią 1954 do momentu ich zniesienia z dniem 1 stycznia 1973, tym samym wypierając organizację gminną w latach 1954–1972.
Gromadę Śledzianów z siedzibą GRN w Śledzianowie utworzono – jako jedną z 8759 gromad – w powiecie siemiatyckim w woj. białostockim, na mocy uchwały nr 21/V WRN w Białymstoku z dnia 4 października 1954. W skład jednostki weszły obszary dotychczasowych gromad Śledzianów, Arbasy, Bużyski, Chechłowo, Osnówka, Obniże i Siekierki ze zniesionej gminy Śledzianów w tymże powiecie. Dla gromady ustalono 18 członków gromadzkiej rady narodowej.
1 stycznia 1959 do gromady Śledzianów przyłączono wsie Putkowice Nadolne, Putkowice Nagórne, Rotki i Wierzchuca Nadgórna, kolonie Wierzchuca-Międzygaje i Wierzchuca Nadbużna oraz obszar lasów państwowych N-ctwa Kąty obejmujący oddziały 172 — 183 ze zniesionej gromady Putkowice Nadolne.
Gromada przetrwała do końca 1972 roku, czyli do kolejnej reformy gminnej.